# スウェーデンサッカー協会

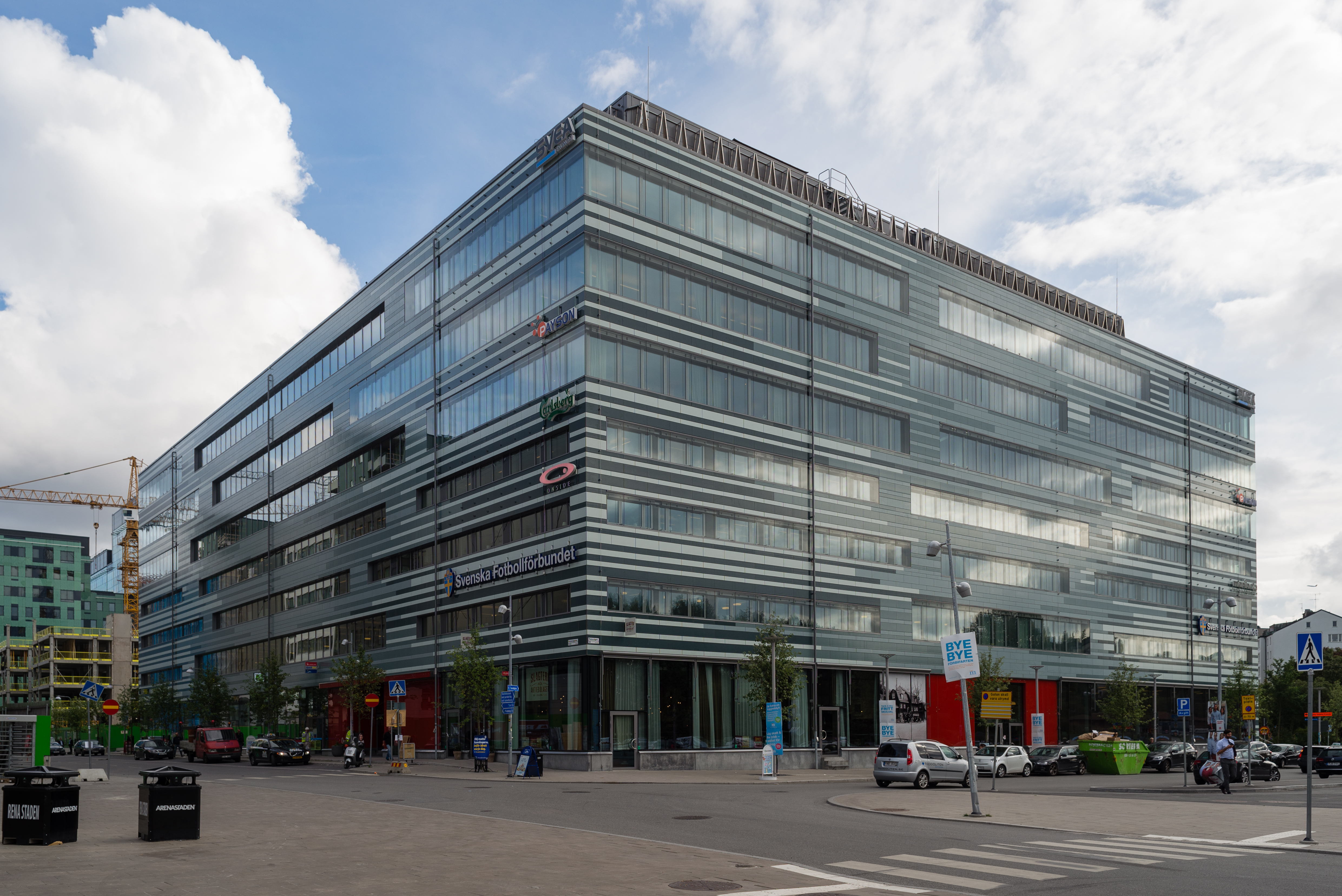
協会本部

スウェーデンサッカー協会（スウェーデン語: Svenska Fotbollförbundet, 英語: Swedish Football Association）は、1904年12月18日に設立された、スウェーデンのサッカー競技の運営と推進を目的とし、国際的な代表窓口としての役割を果たしている団体である。スウェーデン国内の特定のスポーツ競技団体としては最大規模である。スウェーデンサッカー協会はスウェーデン国立スポーツ協会（Sveriges Riksidrottsförbund, RF）、国際サッカー連盟（FIFA）、そして欧州サッカー連盟（UEFA）の会員である。1999年からは、ストックホルム郊外のソルナにあるスウェーデン国立スタジアムの、ロースンダ・スタディオンも所有している。
代表者は1991年に就任したラーシュ・オーケ・ラグレル（Lars-Åke Lagrell）で、事務局長はスーン・ヘルストレーメル（Sune Hellströmer）が務める。
2005年には、スウェーデンサッカー協会に所属するクラブは3000に達している。これを合わせるとおよそ100万人の関係者がおり、約50万人の現役選手が所属していることになる。つまりこのことから、スウェーデンのスポーツ競技全体の3分の1をサッカーが占めていることになる。
1995年以降、スウェーデンサッカー協会は毎年11月に、年間最優秀男子選手（ゴールデンボール賞：ギュルドボッレン：Guldbollen）と女子選手（ダイヤモンドボール賞：ディアマントボッレン：diamantbollen）の表彰を行っている。また、サッカー男子代表、サッカー女子代表、クラブチームのトップリーグであるアルスヴェンスカン、その下部リーグであるスーペルエッタンを主催している。

## 設立
最初のサッカースウェーデン代表は1908年に選ばれた。
1896年には既にスウェーデン選手権大会があったにもかかわらず、スウェーデンにおけるサッカー協会の設立は1904年まで成されなかった。その頃、国立スポーツ協会がサッカー・バンディ小委員会（sektionsstyrelse för fotboll och bandy）を設置した。これが後にスウェーデンサッカー協会に発展して行く。
1904年5月21日、スウェーデンはスウェーデン球技協会（Svenska Bollspelsförbundet）を代表に送り、初期加盟7ヶ国のうちの1員として、パリにおいて国際サッカー連盟（FIFA）を結成した。1906年に「スウェーデンサッカー協会（Svenska Fotbollförbundet）」という名称を公式に採用した。
1908年6月12日には、スウェーデン代表は初の国際試合をイェーテボリでノルウェー代表と行い、11-3で勝利した。

## 主なリーグ・大会
スウェーデンサッカー協会は下記のリーグや大会を主催している。さらに下部のリーグや大会については、各地区の協会が主催する。

### 男子
- アルスヴェンスカン（Allsvenskan）
- スーペルエッタン（Superettan）
- ディヴィション1（Division1 2リーグ）
- ディヴィション2（Division2 6リーグ）
- ディヴィション3（Division3 12リーグ）
- 育成リーグ（Folksam Utvecklingsserie 2リーグ） U21ユースのリーグ

### 女子
- ダームアルスヴェンスカン (Damallsvenskan)
- ノルエッタン（Norrettan） 北部
- セーデルエッタン（Söderettan） 南部
- ディヴィション2（Division2 9リーグ）

### ユース
- ユニオールアルスヴェンスカン（Juniorallsvenskan）
- ポイクアルスヴェンスカン（Pojkallsvenskan）

### カップ
- スヴェンスカ・クッペン（Svenska Cupen）男子
- スヴェンスカ・クッペン・ダメル（Svenska Cupen Damer）女子